# Volcano (film)
Volcano är en amerikansk actionfilm från 1997 med Tommy Lee Jones i huvudrollen. Den regisserades av Mick Jackson och hade premiär i USA den 25 april. 

## Handling
Tommy Lee Jones spelar Mike Roark, en nyskild man som jobbar på en larmcentral i Los Angeles. En vulkan växer fram i Kalifornien, mitt i Los Angeles, och skapar en lavaflod som rinner genom Wilshire Boulevard och genom den nybyggda tunnelbanan. En "lava-fontän" skapas i Beverly Hills och hela Los Angeles befolkning blir hotade av den heta magman och all aska. 

## Övrigt
Filmen är 104 min lång, slutade på en budget på 95 miljoner dollar, motsvarande ungefär 722 miljoner svenska kronor och skrevs från början av Jerome Armstrong och Billy Ray.

## Rollista
| Tommy Lee Jones    | – Mike Roark               |
| Anne Heche         | – Dr. Amy Barnes           |
| Gaby Hoffmann      | – Kelly Roark              |
| Don Cheadle        | – Emmit Reese              |
| Jacqueline Kim     | – Dr. Jaye Calder          |
| Keith David        | – Police Lieutenant Ed Fox |
| John Corbett       | – Norman Calder            |
| Michael Rispoli    | – Gator Harris             |
| John Carroll Lynch | – Stan Olber               |
| Marcello Thedford  | – Kevin                    |
| Laurie Lathem      | – Rachel                   |
| Bert Kramer        | – L.A. Fire Chief          |
| Bo Eason           | – Bud McVie                |
| James MacDonald    | – Terry Jasper             |
| Dayton Callie      | – Roger Lapher             |